# Perizoma rectifasciata
Perizoma rectifasciata là một loài bướm đêm trong họ Geometridae.